# Traiania cimarronera
Traiania cimarronera is een hooiwagen uit de familie Zalmoxioidae.